# Wingin' It
Wingin' It (no Brasil: Anjo da Guarda e em Portugal: Asas Para Que Te Quero) é uma série televisiva canadense produzida pela Temple Street Productions em associação com a Family Channel. No Brasil é exibida pelo canal de televisão por assinatura Gloob e em Portugal a série é emitida pelo canal de televisão por assinatura SIC K que estreou dia 21 de fevereiro às 21h45.

## Sinopse
Porter é um anjo que foi enviado à Terra para ganhar suas asas. Sua tarefa é transformar Carl no garoto mais popular da escola. A tarefa é difícil e muita coisa acaba dando errado. Se falhar, Porter deve esperar mil anos por uma nova oportunidade.

## Elenco
- Dylan Everett interpreta Carl Montclaire - Não importa onde Carl esteja, a confusão vai estar ao seu redor. Sua falta de sorte não se resume aos desastres que ele mesmo provoca: ele também é perseguido por Serge e ignorado por Brittany, a menina mais popular da escola.
- Demetrius Joyette interpreta Porter Jackson - Porter é popular, bonito e charmoso, além de divertido e amado por todos. No entanto, nem tudo é perfeito. Porter é um anjo que tem a difícil missão de fazer com que seu protegido Carl se torne um cara popular. Assim, ele finalmente receberá suas asas e será considerado um anjo de verdade.
- Kendra Timmins interpreta Denise Simmons - Denise é o mais novo anjo em treinamento. E ela não vai medir esforços para conseguir suas asas antes de Porter. Mas, novata nas regras da magia, Denise vai ter alguns problemas para seguir as regras dos anjos.
- Wayne Thomas Yorke interpreta o Dr. Cassabi - Além de ser Consultor do colégio, Dr. Cassabi é o anjo supervisor de Porter e Denise.
- Brittany Adams interpreta Jane Casey - Jane é a garota mais inteligente em todo o colégio. Ele está sempre procurando um novo clube para se juntar, incluindo o do jornal.
- Hannah Lochner interpreta Brittany Hanson - A garota mais popular do colégio. Brittany é bonita, mas de pouca inteligência.
- Sebastian Hearn interpreta Serge Delvecchio - O valentão do colégio, além de pegar no pé de Carl, é o melhor atleta da escola.
- Brian Alexander White interpreta Alex Rodrigues - Amigo de Carl e Jane, raramente tem um papel importante nos episódios.

## Dublagem brasileira
| Personagem        | Dublador (a)         |
| ----------------- | -------------------- |
| Carl Montclaire   | Yan Gesteira         |
| Porter Jackson    | Felipe Drummond      |
| Denise Simmons    | Lhays Macêdo         |
| Dennis            | Marcelo Garcia       |
| Dr. Cassabi       | Luis Carlos Persy    |
| Jane Casey        | Evie Saide           |
| Brittany Hanson   | Bruna Laynes         |
| Serge Delvecchio  | Fred Mascarenhas     |
| Alex Rodrigues    | Wirley Contaifer     |
| Diretor Malone    | Paulo Vignolo        |
| Sra Lennox        | Vera Lúcia Mosqueira |
| Professor Dolby   | Cafi Balloussier     |
| Ângela Montclaire | Maíra Góes           |
| Becky Montclaire  | Alice Lieban         |
| Irmãs Listern     | Christiane Monteiro  |

|                     | Brasil       |
| ------------------- | ------------ |
| Direção             | Maíra Góes   |
| Tradução            | Anna Zelma   |
| Estúdio de Dublagem | Beck Studios |